# Kriegerdenkmal Zeuchfeld

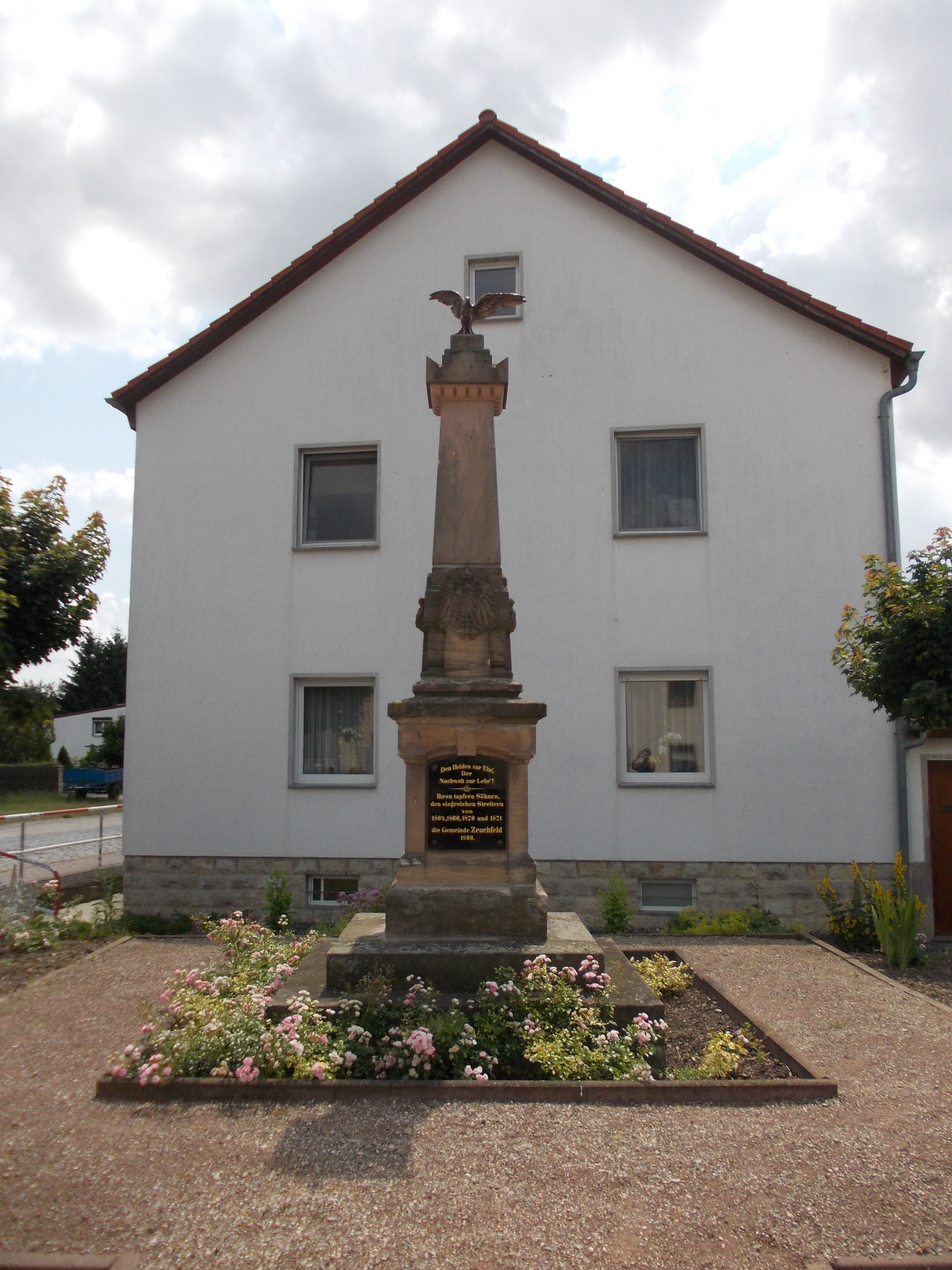
Kriegerdenkmal in Zeuchfeld

Das Kriegerdenkmal Zeuchfeld ist eine Gedenkstätte in der Stadt Freyburg in Sachsen-Anhalt.

## Lage
Das denkmalgeschützte Kriegerdenkmal befindet sich auf einem kleineren Platz zwischen Kirche und Friedhof in der Ortschaft Zeuchfeld.

## Beschreibung und Geschichte
Bei dem Kriegerdenkmal Zeuchfeld handelt es sich um eine Gedenkstätte für die Gefallenen der Kriege von 1864, 1866 und 1870/71. Es wurde 1899 erbaut.
Das Sockelfundament wurde in ein Blumenbeet eingebettet. Darüber befinden sich das Postament und eine Stele mit einem Adlerrelief, die zudem von einem Adler mit ausgebreiteten Flügeln bekrönt wird. Am Postament der Stele befindet sich eine schwarze Marmortafel mit der Inschrift Den Helden zur Ehr, der Nachwelt zur Lehr! Ihren tapferen Söhnen, den siegreichen Streitern von 1864, 1866, 1870 und 1871 die Gemeinde Zeuchfeld 1899. An der Stele wird eine Krone angedeutet.
Im Denkmalverzeichnis von Sachsen-Anhalt ist der Gedenkstein mit der Erfassungsnummer 094 83815 als Baudenkmal eingetragen. In der Nähe befindet sich ein Kriegerdenkmal für die Toten des Ersten Weltkriegs.